# Humble, Danmark
Humble är en tätort i Langelands kommun i Region Syddanmark i Danmark. Tätorten har 596 invånare (2024). Den ligger på ön Langeland, cirka 12 kilometer söder om Rudkøbing. Humble var centralort i Sydlangelands kommun fram till kommunreformen 2007.